# M92 (天体)
座標:  17h 17m 07s, +43° 08′ 09″
M92（NGC 6341）は、ヘルクレス座にある球状星団である。

## 概要
同じヘルクレス座の球状星団であるM13よりは大きくはないが、明るく密集した球状星団である。歳差運動によって、紀元16000年頃に天の北極に1°まで近づく。
双眼鏡でまるい星雲状に見え、中心部は明るい。周囲の微星は口径8cmの望遠鏡では不足気味で、口径10cmの望遠鏡の高倍率で見え始める。

## 観測史
1777年にヨハン・ボーデによって発見された。ボーデは「ややまるく、青色光によって囲まれている」としている。1781年シャルル・メシエは「はっきりし、きれい。非常に明るい。1フィートの望遠鏡で楽に見える。星は含まない。中心部は明るく、大きな彗星の核に似ている。大きさ、明るさはM13にかなり似ている。径5'」とした。ジョン・ハーシェルは「球状星団で微星に分かれる」とした。スミスは「微星の集まる球状星団。大きく明るい。中心部は輝く。よい視相では外形は不規則。端のほうは流れている」とした。
マラスは中心部の星を口径10cmの望遠鏡の倍率214倍で見えたと報告した。通常はざらざらとした感じで見ることができる。口径20cmの高倍率で個々の星に分かれ、ややゆがんだ姿もわかるという。ただ気象条件に左右されやすく、ロス卿でさえ全部を星に分けて見ていない。ジョーンズは口径20cmの望遠鏡で全ての星を分離したと言い、やや東の方が平らで南北方向が僅かに長くなっているとしている。通常は口径30cmの望遠鏡で全ての星を分離できる。